# Морган (округ, Индиана)
Мо́рган (англ. Morgan County) — округ в США, штате Индиана. Официально образован в 1822 году. По состоянию на 2010 год, численность населения составляла 68 894 человек. Получил своё наименование в честь американского политического и военного деятеля Даниэля Моргана.

## География
По данным Бюро переписи США, общая площадь округа равняется 1 060,4 км², из которых 1 046,3 км² суша и 14,1 км² или 1,33 % это водоёмы.

## Население
По данным переписи населения 2000 года в округе проживает 66 689 жителей в составе 24 437 домашних хозяйств и 19 036 семей. Плотность населения составляет 63,00 человека на км2. На территории округа насчитывается 25 908 жилых строений, при плотности застройки около 25,00-ти строений на км2. Расовый состав населения: белые — 98,59 %, афроамериканцы — 0,07 %, коренные американцы (индейцы) — 0,22 %, азиаты — 0,25 %, гавайцы — 0,02 %, представители других рас — 0,16 %, представители двух или более рас — 0,69 %. Испаноязычные составляли 0,73 % населения независимо от расы.
В составе 36,90 % из общего числа домашних хозяйств проживают дети в возрасте до 18 лет, 65,20 % домашних хозяйств представляют собой супружеские пары проживающие вместе, 8,60 % домашних хозяйств представляют собой одиноких женщин без супруга, 22,10 % домашних хозяйств не имеют отношения к семьям, 18,40 % домашних хозяйств состоят из одного человека, 7,30 % домашних хозяйств состоят из престарелых (65 лет и старше), проживающих в одиночестве. Средний размер домашнего хозяйства составляет 2,70 человека, и средний размер семьи 3,06 человека.
Возрастной состав округа: 27,20 % моложе 18 лет, 7,70 % от 18 до 24, 30,60 % от 25 до 44, 23,80 % от 45 до 64 и 23,80 % от 65 и старше. Средний возраст жителя округа 36 лет. На каждые 100 женщин приходится 98,90 мужчин. На каждые 100 женщин старше 18 лет приходится 96,50 мужчин.
Средний доход на домохозяйство в округе составлял 47 739 USD, на семью — 52 851 USD. Среднестатистический заработок мужчины был 39 701 USD против 26 311 USD для женщины. Доход на душу населения составлял 20 657 USD. Около 5,30 % семей и 6,60 % общего населения находились ниже черты бедности, в том числе — 7,30 % молодежи (тех, кому ещё не исполнилось 18 лет) и 9,90 % тех, кому было уже больше 65 лет.